# بارتوش برشینسکی
بارتوش برشینسکی (لهستانی: Bartosz Bereszyński؛ زادهٔ ۱۲ ژوئیهٔ ۱۹۹۲) بازیکن فوتبال اهل لهستان است.
از باشگاه‌هایی که در آن بازی کرده‌است می‌توان به لخ پوزنان، وارتا پوزنان، لگیا ورشو، سمپدوریا و ناپولی اشاره کرد.
وی همچنین در تیم ملی فوتبال لهستان بازی کرده‌است.